# Сурт (муниципалитет)
Сурт (араб. سرت‎) — административный район в Ливии. Административный центр — город Сурт. Площадь 86 399 км². Население 141 378 человек (2006).

## Географическое положение
На севере Сурт омывается водами Средиземного моря. Внутри страны граничит со следующими муниципалитетами: Эль-Вахат (восток), Эль-Джуфра (юг), Мисрата и Эль-Джабал-эль-Гарби на западе.